# Nacht van Kersten
In de Nederlandse politieke geschiedenis staat de Nacht van Kersten geboekstaafd als de oorzaak van de val van het eerste kabinet-Colijn.
In november 1925 viel het eerste kabinet-Colijn nadat de vier rooms-katholieke ministers hun ontslag hadden aangeboden. Reden was de aanvaarding van het amendement-Kersten waardoor op de begroting voor Buitenlandse Zaken het geld voor het gezantschap bij de paus werd geschrapt. Het amendement kreeg steun van regeringsfractie CHU. Het was op woensdagmiddag 11 november 1925 dat dit amendement werd aangenomen, nadat het rond half één in de daaraan voorafgaande nacht door Gerrit Hendrik Kersten namens de Staatkundig Gereformeerde Partij (SGP) ingediend en naar hem genoemd werd.
Het kabinet-Cort van der Linden had het gezantschap in 1915, nadat het in 1871 was opgeheven, als tijdelijke diplomatieke post ingesteld. Vanwege internationale contacten en onderhandelingen over beëindiging van de Eerste Wereldoorlog werd dat nuttig geacht, ofschoon de paus geen wereldlijke macht meer had (het tegenwoordige Vaticaanstad zou pas in 1929 worden ingesteld bij het Verdrag van Lateranen). Het tijdelijke gezantschap werd, tot onvrede van veel protestanten, in 1920 echter omgezet in een permanente post.
De orthodox-protestantse partijen HGSP en SGP, sinds 1922 in de Tweede Kamer vertegenwoordigd, liepen hier tegen te hoop. Ook in de CHU bestonden veel bezwaren. In 1925 kreeg een SGP-amendement steun van de CHU en HGSP, maar ook van de oppositiepartijen SDAP, Vrijheidsbond en VDB, die het conflict als een mooie gelegenheid zagen om het christelijke kabinet beentje te lichten.
Pas tijdens de Tweede Wereldoorlog werd het gezantschap hersteld.

## Voorgeschiedenis
In 1814 stelde koning Willem I een Nederlandse vertegenwoordiger bij de paus (Heilige Stoel) aan. Deze kreeg in 1866 de titel gezant. Toen in 1870 de Pauselijke Staat werd overrompeld door Italiaanse troepen, kwam het voortbestaan van het gezantschap onder druk te staan.
Het liberale Tweede Kamerlid Dumbar stelde in november 1871 uit bezuinigingsoogpunt voor de gelden voor het gezantschap bij de paus te schrappen, omdat de paus geen wereldlijke macht meer had. Het amendement werd, ondanks heftig verzet van de katholieke afgevaardigden, met 39 tegen 33 stemmen aangenomen.

## Het tijdelijk gezantschap in 1915
Katholieken trachtten hierna steeds de regering te bewegen het gezantschap te herstellen. Dit lukte uiteindelijk tijdens de Eerste Wereldoorlog. Minister Loudon van Buitenlandse Zaken stemde in 1914 toe in een onderzoek van de mogelijkheden voor herinstelling. Hij zond de katholieke voorman Nolens op een bijzondere missie en diens verslag was reden voor de indiening van een wetsvoorstel (mei 1915).
Er werd uitgegaan van tijdelijke instelling, met name gericht op diplomatieke contacten in verband met vredesbesprekingen. De protestantse partijen, CHU en ARP, steunden het voorstel vanwege het tijdelijke karakter van het gezantschap. Slechts enkele liberalen, socialisten en de oud-CHU'er Bichon van IJsselmonde stemden in de Tweede Kamer tegen. De Eerste Kamer was unaniem vóór.
Als eerste tijdelijke gezant werd oud-minister Louis Regout aangesteld. Hij overleed al vrij spoedig in Rome en werd opgevolgd door oud-Tweede Kamervoorzitter Octaaf van Nispen tot Sevenaer.

## Van tijdelijk naar permanent
Na afloop van de Eerste Wereldoorlog bleef het gezantschap gehandhaafd. In 1920 besloot minister Van Karnebeek de post van een tijdelijke om te zetten naar een permanente. Hij voerde daarvoor diplomatieke redenen aan.
Vooral van de zijde van de CHU kwam veel protest. Fractievoorzitter De Savornin Lohman diende een amendement in om de gelden voor de post te schrappen. Dat amendement werd echter met 48 tegen 29 stemmen verworpen. Het gezantschap was permanent geworden.

## Naar de 'Nacht van Kersten'
In 1922 werd voor het eerst een afgevaardigde van de orthodox-protestantse SGP tot Tweede Kamerlid gekozen, ds. G.H. Kersten. Hij diende bij de begroting voor 1923, met de antirevolutionair Duymaer van Twist, Braat van de Plattelandersbond, de communist Van Ravesteyn en drie CHU-leden, een amendement in om een einde te maken aan het gezantschap. Het amendement werd met 48 tegen 37 stemmen verworpen.
Ook in 1924 werd in de Tweede Kamer nog een vergeefse poging ondernomen om het gezantschap op te heffen.
Kersten, die na de verkiezingen van 1925 in de Kamer het gezelschap had gekregen van een partijgenoot, ds. Zandt, ondernam in november 1925 een nieuwe poging. Hij voerde hiervoor de bij de verkiezingen gewijzigde verhoudingen als reden aan. In de nacht van 10 en 11 november, terwijl de vergaderzaal al bijna leeg was, diende hij met Zandt een amendement in om de gelden voor het gezantschap te schrappen. Ook drie CHU-leden ondersteunden de indiening.
Fractievoorzitter Nolens van de Katholieken verklaarde direct dat aanneming van het amendement onaanvaardbaar zou zijn voor zijn fractie en dat die geen steun zou geven aan een kabinet dat zou meewerken aan opheffing van het gezantschap.
De volgende middag (11 november) deelde VDB-fractievoorzitter Marchant mee dat zijn fractie op zich geen tegenstander van het gezantschap was. Gelet op de verklaring van Nolens, en de politieke consequenties die aanvaarding zou hebben, zou zijn fractie echter toch vóór stemmen.
Het amendement werd vervolgens met 52 tegen 42 stemmen aangenomen. Behalve SGP, CHU en HGSP stemden ook VDB, SDAP, Vrijheidsbond, Plattelandersbond en communisten vóór. CHU-fractievoorzitter De Visser en de ARP'ers Duymaer van Twist en Visscher onttrokken zich aan de stemming.

## Kabinetscrisis en formatiepogingen
Na de val van het kabinet kreeg VDB-leider Marchant de opdracht een kabinet te formeren. Zijn poging om een kabinet te vormen van katholieken, SDAP en VDB strandde op de weigering van Nolens. Hij sprak toen - net als eerder in 1918 - nog eens uit, dat de katholieken alleen in 'uiterste noodzaak' met de sociaaldemocraten zouden regeren.
Vervolgens ondernam CHU-voorman De Visser drie pogingen om een rechts kabinet te vormen. Aanvankelijk streefde hij naar vorming van een parlementair kabinet, en, toen dat was mislukt, naar een extra-parlementair kabinet.
Als oplossing voor de Vaticaancrisis, stelde hij voor het gezantschap bij de Paus voort te laten bestaan in combinatie met een andere gezantschapspost (bijvoorbeeld die in Bern). De CHU-fractie zou dan met een motie mogen komen waarin die oplossing werd betreurd zonder dat dit politieke gevolgen zou hebben. Zowel de CHU-fractie als de katholieken wezen dit uiteindelijk af.
Hierna kreeg het oud-VDB-Tweede Kamerlid Joseph Limburg opdracht een extra-parlementair kabinet te vormen, waarvan ook liberalen deel zouden uitmaken.
Het lukte hem met veel moeite een ministersploeg samen te stellen, maar tijdens het constituerende beraad (de 'oprichtingsvergadering') bleek dat de CHU-kandidaten wilden dat alleen de minister van Buitenlandse Zaken opnieuw het gezantschap bij de Paus zou verdedigen, zonder dat het gehele kabinet daarvoor politiek verantwoordelijk was. Dit was voor de katholieke kandidaat-ministers onaanvaardbaar.
Na tussenberaad, waarbij onder andere gedacht werd aan vorming van een ambtenarenkabinet onder leiding van secretaris-generaal Jan Kan, en ook Pieter Cort van der Linden in beeld was als formateur, lukte het Dirk Jan de Geer om in het geheim (zonder dat bijvoorbeeld premier Colijn dit wist) alsnog een extra-parlementair kabinet te vormen.
Handhaving van het gezantschap werd door het kabinet in maart 1926 opnieuw voorgesteld, maar de Tweede Kamer verwierp dit voorstel. Opnieuw stemde de CHU-fractie tegen. Daarmee kwam er een (voorlopig) einde aan het Nederlandse gezantschap bij de Paus. Er bleef wel een pauselijke vertegenwoordiger in Den Haag.